# خالد الشمراني (لاعب كرة قدم مواليد 1996)
خالد محمد الشمراني لاعب كرة قدم سعودي ، يلعب في خط الدفاع في نادي الدرع.

## مسيرة اللاعب
لعب سابقاً في نادي رأس تنورة ونادي هجر ونادي النجوم ونادي نجران ونادي القيصومة ونادي الصفا ونادي الدرع.